# Endtroducing.....
Endtroducing..... är debutalbumet från den amerikanska musikproducenten DJ Shadow, utgivet den 19 november 1996. Skivan består enbart av samplingar och klipp ihopsatta från andra artister. Bland annat samplas Pugh Rogefeldts låt "Love, Love, Love" på låten "Mutual Slump". Skivan blev mycket väl mottagen av kritikerna, och ansågs som mycket nytänkande.[källa behövs]

## Låtlista
1. "Best Foot Forward" – 0:48
2. "Building Steam With a Grain of Salt" – 6:41
3. "The Number Song" – 4:38
4. "Changeling" – 7:16
  - "Transmission 1"
5. "What Does Your Soul Look Like (Part 4)" – 5:08
6. " " – 0:24
7. "Stem/Long Stem" – 5:02
  - "Transmission 2"
8. "Mutual Slump" – 4:03
9. "Organ Donor" – 1:57
10. "Why Hip Hop Sucks in '96" – 0:41
11. "Midnight in a Perfect World" – 5:02
12. "Napalm Brain/Scatter Brain" – 9:23
13. "What Does Your Soul Look Like (Part 1 - Blue Sky Revisit)" – 6:17
  - "Transmission 3"

### Deluxe editions bonusskiva
1. "Best Foot Forward (Alternate Version)" - 1:16
2. "Building Steam With a Grain of Salt (Alternate Take Without Overdubs)" - 6:43
3. "Number Song (Cut Chemist Party Mix)" - 5:14
4. "Changeling (Original Demo Excerpt)" - 1:00
5. "Stem (Cops 'N' Robbers Mix)" - 3:48
6. "Soup (Single Version)" - 0:44
7. "Red Bus Needs to Leave" - 2:45
8. "Mutual Slump (Alternate Take Without Overdubs" - 4:21
9. "Organ Donor (Extended Overhaul)" - 4:29
10. "Why Hip Hop Sucks In '96 (Alternate Take)" - 0:54
11. "Midnight in a Perfect World (Gab Mix)" - 4:55
12. "Napalm Brain (Original Demo Beat)" - 0:35
13. "What Does Your Soul Look Like (Peshay Remix)" - 9:24
14. "Live In Oxford, England Oct. 30 1997" - 12:35